# Anton Čupkov
Anton Michajlovič Čupkov (in russo Антон Михайлович Чупков?; Mosca, 22 febbraio 1997) è un nuotatore russo.

## Carriera
Specializzato nella rana, ha vinto la medaglia di bronzo alle Olimpiadi di Rio de Janeiro nel 2016 sulla distanza dei 200 metri, dove si è laureato campione del mondo ai campionati di Budapest 2017 nei quali, con il tempo fatto segnare il finale, ha anche ottenuto il nuovo primato europeo sulla distanza. Nel 2019 ha preso parte alla prima stagione dell'International swimming league nella squadra francese degli Energy Standard.

## Palmarès
- Giochi olimpici

Rio de Janeiro 2016: bronzo nei 200m rana.
- Mondiali

Budapest 2017: oro nei 200m rana e bronzo nella 4x100m misti.
Gwangju 2019: oro nei 200m rana e bronzo nella 4x100m misti.
- Europei

Glasgow 2018: oro nei 200m rana, argento nella 4x100m misti e bronzo nei 100m rana.
Budapest 2020: oro nei 200m rana e argento nella 4x100m misti.
- Giochi europei

Baku 2015: oro nei 100m rana, nei 200m rana, nella 4x100m misti e nella 4x100m misti mista.
- Olimpiadi giovanili

Nanchino 2014: oro nei 100m rana e nella 4x100m misti, argento nella 4x100m misti mista, bronzo nei 50m rana e nei 200m rana.
- Mondiali giovanili

Singapore 2015: oro nei 100m rana, nei 200m rana, nella 4x100m misti e nella 4x100m misti mista.
- Europei giovanili

Dordrecht 2014: oro nella 4x100m misti e nella 4x100m misti mista, argento nei 200m rana, bronzo nei 50m rana e nei 100m rana.
- Festival olimpico della gioventù europea

Utrecht 2013: oro nei 200m rana e nella 4x100m misti e argento nei 100m rana.